# جيمس ماكدونالد (لاعب كرة قاعدة)
جيمس ماكدونالد (بالإنجليزية: James McDonald)‏ هو لاعب كرة قاعدة أمريكي، ولد في 19 أكتوبر 1984 في لونغ بيتش في الولايات المتحدة.

## وصلات خارجية
- جيمس ماكدونالد على موقع دوري كرة القاعدة الرئيسي (الإنجليزية)
- جيمس ماكدونالد على موقعبيزبول رفرنس.كوم (الدوري الرئيسي) (الإنجليزية)
- جيمس ماكدونالد على موقعبيزبول رفرنس.كوم (الدوري الثانوي) (الإنجليزية)
- جيمس ماكدونالد على موقع إي إس بي إن.كوم (أم.أل.بي) (الإنجليزية)
- جيمس ماكدونالد على موقع مشجعي الرسوم البيانية (الإنجليزية)